# Macropsis capensis
Macropsis capensis är en insektsart som beskrevs av Timothy M. Cogan 1916. Macropsis capensis ingår i släktet Macropsis och familjen dvärgstritar. Inga underarter finns listade i Catalogue of Life.